# Campbellsport
Campbellsport es una villa ubicada en el condado de Fond du Lac en el estado estadounidense de Wisconsin. En el Censo de 2010 tenía una población de 2016 habitantes y una densidad poblacional de 574,45 personas por km².

## Geografía
Campbellsport se encuentra ubicada en las coordenadas 43°35′51″N 88°16′50″O / 43.59750, -88.28056. Según la Oficina del Censo de los Estados Unidos, Campbellsport tiene una superficie total de 3.51 km², de la cual 3.45 km² corresponden a tierra firme y (1.62%) 0.06 km² es agua.

## Demografía
Según el censo de 2010, había 2016 personas residiendo en Campbellsport. La densidad de población era de 574,45 hab./km². De los 2016 habitantes, Campbellsport estaba compuesto por el 98.16% blancos, el 0.2% eran afroamericanos, el 0.3% eran amerindios, el 0.25% eran asiáticos, el 0% eran isleños del Pacífico, el 0.05% eran de otras razas y el 1.04% pertenecían a dos o más razas. Del total de la población el 0.99% eran hispanos o latinos de cualquier raza.